# Џавит Халити
Џавит Халити (алб. Xhavit Haliti; Ново Село, 8. март 1956) албански је политичар, филозоф и лингвиста са Косова и Метохије. Један је од оснивача терористичке Ослободилачке војске Косова (ОВК).

## Детињство, младост и образовање
Рођен је 8. марта 1956. године у Новом Селу, код Пећи, у Народној Републици Србији, где је завршио основну и средњу школу. Касније је похађао Универзитет у Приштини и придружио се групи познатој као Демократски напредак Косова, као и Народном покрету Косова.

## Криминалне активности
У јануару 2011. The Guardian је објавио документе НАТО-а из 2004. који наводе Хашима Тачија као члана албанске мафије, уз Халитија који је био бивши шеф логистике ОВК. Халити, који је „радио као политички и финансијски саветник премијера [Тачија]”, био је умешан у проституцију, шверц оружја и дроге. Према извештају, користио је лажне пасоше за путовање у иностранство, због тога што је био на црној листи у неколико земаља, укључујући САД. Такође се наводно ослањао на процене обавештајних служби НАТО-а, заједно са извештајима ФБИ и МИ5.